# Grosser Preis des Kantons Aargau 2014
Il Grosser Preis des Kantons Aargau 2014, cinquantunesima edizione della corsa, valido come evento del circuito UCI Europe Tour 2014 categoria 1.HC, fu disputato il 12 giugno 2014 su un percorso di 181,5 km. Fu vinto dal tedesco Simon Geschke, al traguardo con il tempo di 4h 31' 14" alla media di 40,15 km/h.
Alla partenza erano presenti 133 ciclisti, dei quali 114 portarono a termine la gara.

## Squadre e corridori partecipanti
| N.    | Cod. | Squadra             |
| ----- | ---- | ------------------- |
| 1-8   | OGE  | Orica-GreenEDGE     |
| 11-18 | TFR  | Trek Factory Racing |
| 21-28 | LAM  | Lampre-Merida       |
| 31-38 | ALM  | AG2R La Mondiale    |
| 41-48 | AST  | Astana Pro Team     |
| 51-58 | KAT  | Katusha Team        |
| 61-68 | BMC  | BMC Racing Team     |
| 71-78 | GRS  | Garmin-Sharp        |
| 81-88 | GIA  | Team Giant-Shimano  |

| N.      | Cod. | Squadra                      |
| ------- | ---- | ---------------------------- |
| 91-98   | IAM  | IAM Cycling                  |
| 101-108 | AND  | Androni Giocattoli-Venezuela |
| 111-118 | TNE  | Team NetApp-Endura           |
| 121-128 | COL  | Colombia                     |
| 131-138 | MTN  | MTN-Qhubeka                  |
| 141-148 | TSV  | Topsport Vlaanderen-Baloise  |
| 151-158 | WGG  | Wanty-Groupe Gobert          |
| 161-168 | SUI  | Svizzera                     |

## Ordine d'arrivo (Top 10)
| Pos. | Corridore          | Squadra       | Tempo    |
| ---- | ------------------ | ------------- | -------- |
| 1    | Simon Geschke      | Giant-Shim.   | 4h31'14" |
| 2    | Silvan Dillier     | BMC Racing    | s.t.     |
| 3    | Jérôme Baugnies    | Wanty-Gobert  | s.t.     |
| 4    | Danny Van Poppel   | Trek Factory  | s.t.     |
| 5    | Michael Albasini   | Orica-GreenE. | s.t.     |
| 6    | Philippe Gilbert   | BMC Racing    | s.t.     |
| 7    | Paul Voss          | NetApp-Endura | s.t.     |
| 8    | Francesco Gavazzi  | Astana        | s.t.     |
| 9    | Sergej Černeckij   | Katusha Team  | s.t.     |
| 10   | Aleksandr Kolobnev | Katusha Team  | s.t.     |